# Liste d'extraterrestres au cinéma
 (septembre 2015).
Si vous disposez d'ouvrages ou d'articles de référence ou si vous connaissez des sites web de qualité traitant du thème abordé ici, merci de compléter l'article en donnant les références utiles à sa vérifiabilité et en les liant à la section « Notes et références ».
Les Extraterrestres du cinéma sont un facteur pouvant apporter l'angoisse ou donner au spectateur le moyen d'assouvir son penchant inavouable pour l'occulte et les phénomènes inexpliqués, mais c'est surtout l'occasion de montrer d'autres modes de pensée, par exemple plus neutres, pour critiquer les humains ou une partie d'entre eux.
Le cinéma des États-Unis s'en est servi ainsi en tant qu'allégorie belliqueuse et manichéenne des communistes, jusqu'à la fin de l'Union soviétique. La fièvre extraterrestre était inexistante avant les années 1950, preuve de l'efficacité de cette propagande sur la population ; elle rencontra une belle illustration avec les films Rencontres du troisième type, et E.T. l'extra-terrestre, l'humanisme des personnages face aux pouvoirs militaire et fédéral donnant ici le clivage manichéen.
La récente reprise de La Guerre des mondes de Spielberg montre que l'allégorie a changé de destination, les rouages restant les mêmes.

## Liste d'extraterrestres au cinéma
- Accueil hostile
  -  dans District 9 de Neill Blomkamp (2009).
- Animation
  -  dans En route ! de Tim Johnson (2015) ; les Boovs.
  -   dans Les Zévadés de l'espace de  Cal Brunker (2013).
  -   dans Planète 51 de Jorge Blanco (2010).
  -  dans Monstres contre Aliens de Conrad Vernon (2009).
- Catastrophe
  -  dans Prédictions d'Alex Proyas (2009).
  -   dans Le Jour où la Terre s'arrêta (The Day the Earth Stood Still) de Robert Wise (1951) et son remake Le Jour où la Terre s'arrêta (2008).
- Combat extra-terrestre
  -  dans Numéro Quatre de D. J. Caruso (2011) ; les Mogadoriens.
  -  dans The Hidden de Jack Sholder (1987).
- Comédie
  -  dans Le Dernier Pub avant la fin du monde d'Edgar Wright (2013).
  -  dans Voisins du troisième type d'Akiva Schaffer (2012).
  -     dans Paul de Greg Mottola (2011) ; Paul.
  -   dans H2G2 : Le Guide du voyageur galactique de Garth Jennings (2005) ; les Vogons.
  -  dans Évolution d'Ivan Reitman (2001).
  -  dans L'Extraterrestre de Didier Bourdon (2000) ; Zerph.
  -  dans la saga Men In Black de Barry Sonnenfeld (1997, 2002, 2012).
  -  dans Mars Attacks! de Tim Burton (1996), extraterrestres verts à grosse tête, parodie d'Independance Day.
  -  dans Cocoon de Ron Howard (1985).
  -  dans La Soupe aux choux de Jean Giraud (1981), où Jacques Villeret interprète la Denrée.
  -  dans Le Gendarme et les Extra-terrestres de Jean Giraud (1979).
- Horreur
  -  dans Pitch Black et Riddick (The Chronicles of Riddick Dead Man Stalking) de David Twohy (2000 et 2013) cités comme les créatures des cavernes et les serpents.
  -  dans Prometheus de Ridley Scott (2011) ; les Ingénieurs.
  -  dans Ghosts of Mars de John Carpenter (2001).
  -  dans La Mutante de Roger Donaldson (1995) et sa suite La Mutante 2 (1998) ; Sil, hybride humaine/extraterrestre.
  -  dans l'univers de Predator, le premier Predator de John McTiernan (1987) et quatre autres films (1990, 2004, 2007, 2010) ; il fut dénommé Predator.
  -   dans Alien de Ridley Scott (1979) et ses suites Aliens, le retour (1986), Alien 3 (1992), Alien, la résurrection (1997).
  -  dans La Chose d'un autre monde de Christian Nyby (1951), son remake The Thing (1982) et leurs prequelles The Thing (2011).
  -  dans Nope de Jordan Peele (2022)
- Invasion extra-terrestre
  -  dans Edge of Tomorrow de Doug Liman (2014) ; les Mimics.
  -  dans Pacific Rim de Guillermo del Toro (2013).
  -  dans Les Âmes vagabondes d'Andrew Niccol (2013) ; Les Âmes .
  -   dans The Darkest Hour de Chris Gorak (2012).
  -  dans Battleship de Peter Berg (2012) ; les Régents.
  -  dans World Invasion: Battle Los Angeles de Jonathan Liebesman (2011).
  -  dans Cowboys et Envahisseurs de Jon Favreau (2011).
  -  dans Skyline des Frères Strause (2010).
  -  dans Cloverfield de Matt Reeves (2008).
  -  dans Transformers 1, 2, 3 & 4 de Michael Bay (2007, 2009, 2011, 2014) ; les Autobots et les Decepticans.
  -  dans La Guerre des mondes de Steven Spielberg (2005).
  -  dans Signes de M. Night Shyamalan (2002).
  -  dans Returner de Takashi Yamazaki (2002).
  -  dans The Arrival de David Twohy (1997).
  -  dans Independence Day de Roland Emmerich (1996) est un modèle du genre manichéen.
  -  dans Invasion Los Angeles de John Carpenter (1988).
  -  dans L'Invasion des soucoupes volantes d'Ed Hunt (1977).
  -  dans Les soucoupes volantes attaquent de Fred F. Sears (1956).
- Planet opera
  -  dans John Carter d'Andrew Stanton (2012) ; les Tharks.
  -  dans Avatar de James Cameron (2009) ; les Na'vi.
  -  dans Dune de David Lynch (1984) ; les Atréides et les Harkonnens.
- Post-apocalyptique
  -  dans After Earth de M. Night Shyamalan (2013) ; les Ursa.
- Space opera
  -  dans La Stratégie Ender de Gavin Hood (2013) ; les Doryphores.
  -  dans Les Chroniques de Riddick de David Twohy (2004) ; les Necromongers.
  -   dans Stargate, la porte des étoiles de Roland Emmerich (1997) ; le dieu Râ et ses soldats.
  -  dans Starship Troopers de Paul Verhoeven (1997) ; les Arachnides.
  -   dans Le Cinquième Élément de Luc Besson (1997) ; les Mondo-shawans et les Mangalores.
  -  dans la saga Star Trek, le premier de Robert Wise (1980), et ses onze suites (1982, 1984, 1986, 1988, 1991, 1994, 1996, 1998, 2002, 2009, 2013) ; entre autres les Romuliens et les Vulcain.
  -  dans la saga Star Wars de George Lucas, Irvin Kershner et Richard Marquand (1977, 1980, 1983,1999, 2002, 2005) ; cinquante-six espèces extra-terrestres dont les Hutts, Twi'leks, Wookiees.
- Super-héros
  -  dans Thor : Le Monde des ténèbres d'Alan Taylor (2013) ;  les Elfes noirs.
  -    dans Man of Steel (2013) de Zack Snyder, l'oiseau volant grâce à ses quatre ailes sur la planète Krypton ainsi que les Kryptoniens.
  -  dans Avengers de Joss Whedon (2012) ; les Chitauris.
  -  dans Thor de Kenneth Branagh (2011) ;  les Asgardiens et les Géants.
  -  dans Green Lantern de Martin Campbell (2011) ; les Green Lantern extra-terrestres.
  -  dans Les Quatre Fantastiques et le Surfer d'argent de Tim Story (2007) ; le Surfer d'argent.
  -  dans la saga Superman, le premier de Richard Donner (1978), et ses quatre suites (1980, 1983, 1987, 2006) ; Kal-El est rebaptisé « Clark Jérome Kent ».
- Thriller
  -  dans Super 8 de J. J. Abrams (2011).
  -  dans Sphère de Barry Levinson (1998).
- Visite amicale
  -  dans Abyss de James Cameron (1989).
  -  dans Cocoon, le retour de Daniel Petrie (1988).
  -  dans E.T. l'extra-terrestre de Steven Spielberg (1982).
  -   dans Rencontres du troisième type de Steven Spielberg (1977).
  -  dans Premier Contact de Denis Villeneuve (2016).